# Wanlong
La station de ski de Wanlong (en chinois : 万龙滑雪场) est une station de sports d'hiver chinoise située dans le district de Chongli de la province du Hebei à environ 60 kilomètres à l'est de Zhangjiakou. Créée en 2003, c'est l'une des plus anciennes stations de la région et aussi l'une des plus pentues. S'étendant sur le versant nord du Jinhuage, les 22 km de pistes offrent un dénivelé maximal de 550 m, entre 1 560 et 2 110 mètres d'altitude. La station de Genting Secret Garden avec laquelle elle propose un forfait commun se trouve de l'autre côté du Jinhuage. Utilisée depuis longtemps comme site de course, elle accueillera la compétition de slalom parallèle en snowboard lors des Jeux olympiques d'hiver de 2022. Elle dispose d'une capacité d'enneigement artificiel à 100% et de 2 télécabines à 6 places d'une longueur de 1 640 et 1 955 mètres ainsi que de 4 télésièges à 2 ou 4 places pour une capacité totale de 11 600 personnes par heure.

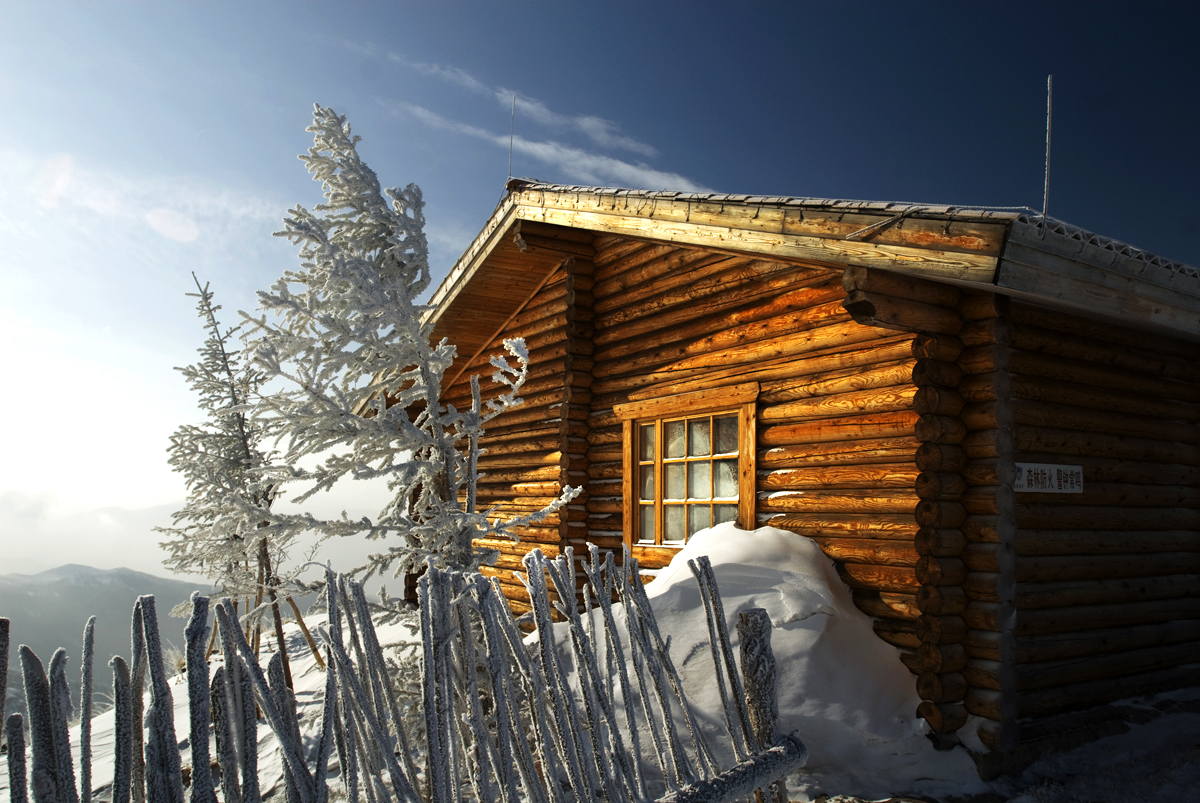
Un chalet au sommet des pistes
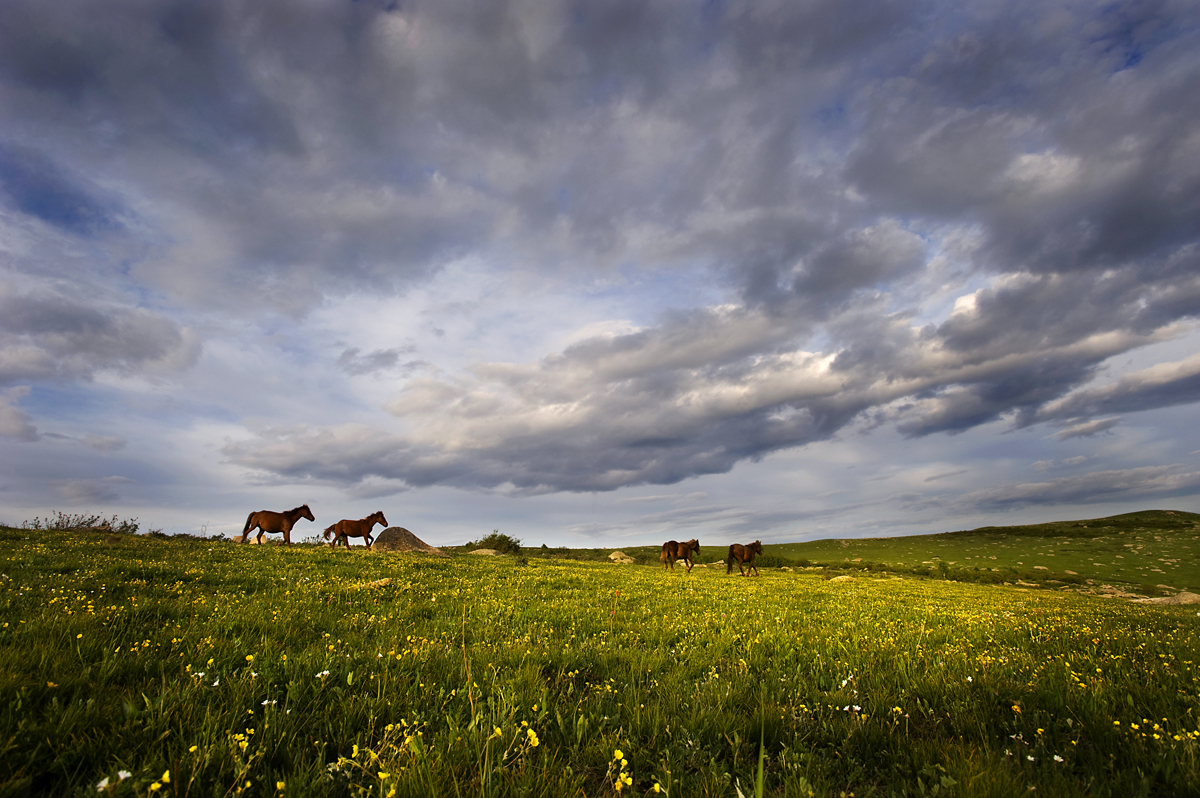
Le sommet du Jinhuage en juin